# Swiss Indoors 2008 - Qualificazioni singolare
Le qualificazioni del singolare allo Swiss Indoors 2008 sono state un torneo di tennis preliminare per accedere alla fase finale della manifestazione. I vincitori dell'ultimo turno sono entrati di diritto nel tabellone principale. In caso di ritiro di uno o più giocatori aventi diritto a questi sono subentrati i lucky loser, ossia i giocatori che hanno perso nell'ultimo turno ma che avevano una classifica più alta rispetto agli altri partecipanti che avevano comunque perso nel turno finale.
Le qualificazioni del torneo Swiss Indoors  2008 prevedevano 32 partecipanti di cui 4 sono entrati nel tabellone principale.

## Teste di serie
1. Kristof Vliegen (Qualificato)
2. Andreas Beck (ultimo turno)
3. Jiří Vaněk (primo turno)
4. Benjamin Becker (Qualificato)

1. Stefan Koubek (primo turno)
2. Benedikt Dorsch (secondo turno)
3. Alexander Peya (secondo turno)
4. Lukáš Dlouhý (Qualificato)

## Qualificati
1. Kristof Vliegen
2. George Bastl

1. Lukáš Dlouhý
2. Benjamin Becker

## Tabellone

### Legenda
| - Q = Qualificato - WC = Wild card - LL = Lucky loser | - ALT = Alternate - SE = Special Exempt - PR = Protected Ranking | - w/o = Walkover - r = Ritirato - d = Squalificato |

### Sezione 1
|  | Primo turno          | Primo turno          | Primo turno     | Primo turno | Primo turno |  |  | Secondo turno | Secondo turno        | Secondo turno        | Secondo turno  | Secondo turno  |   |   | Ultimo turno | Ultimo turno    | Ultimo turno    | Ultimo turno | Ultimo turno |  |
|  |                      |                      |                 |             |             |  |  |               |                      |                      |                |                |   |   |              |                 |                 |              |              |  |
|  | 1                    | Kristof Vliegen      | Kristof Vliegen | 6           | 6           |  |  |               |                      |                      |                |                |   |   |              |                 |                 |              |              |  |
|  |                      | Jan Minar            | Jan Minar       | 4           | 4           |  |  | 1             | Kristof Vliegen      | Kristof Vliegen      | 6              | 6              |   |   |              |                 |                 |              |              |  |
|  | Jean-Claude Scherrer | Jean-Claude Scherrer | 63              | 7           | 6           |  |  |               | Jean-Claude Scherrer | Jean-Claude Scherrer | 2              | 4              |   |   |              |                 |                 |              |              |  |
|  | Alexander Sadecky    | Alexander Sadecky    | 7               | 6           | 4           |  |  |               |                      |                      |                |                |   |   | 1            | Kristof Vliegen | Kristof Vliegen | 6            | 7            |  |
|  | Michael Lammer       | Michael Lammer       | Michael Lammer  | 6           | 1           |  |  |               |                      |                      | Michael Lammer | Michael Lammer | 2 | 5 |              |                 |                 |              |              |  |
|  | Tobias Kamke         | Tobias Kamke         | Tobias Kamke    | 2           | 1r          |  |  |               | Michael Lammer       | Michael Lammer       | 7              | 6              |   |   |              |                 |                 |              |              |  |
|  | 7                    | Alexander Peya       | Alexander Peya  | 6           | 6           |  |  | 7             | Alexander Peya       | Alexander Peya       | 6(1)           | 4              |   |   |              |                 |                 |              |              |  |
|  |                      | Yannick Mertens      | Yannick Mertens | 3           | 2           |  |  |               |                      |                      |                |                |   |   |              |                 |                 |              |              |  |

### Sezione 2
|  | Primo turno      | Primo turno      | Primo turno      | Primo turno | Primo turno |  |  | Secondo turno   | Secondo turno    | Secondo turno   | Secondo turno | Secondo turno |   |   | Ultimo turno | Ultimo turno | Ultimo turno | Ultimo turno | Ultimo turno |  |
|  |                  |                  |                  |             |             |  |  |                 |                  |                 |               |               |   |   |              |              |              |              |              |  |
|  | 2                | Andreas Beck     | 3                | 6           | 6           |  |  |                 |                  |                 |               |               |   |   |              |              |              |              |              |  |
|  |                  | Dominik Meffert  | 6                | 3           | 4           |  |  | 2               | Andreas Beck     | 4               | 7             | 6             |   |   |              |              |              |              |              |  |
|  | Dieter Kindlmann | Dieter Kindlmann | Dieter Kindlmann | 6           | 6           |  |  |                 | Dieter Kindlmann | 6               | 6             | 2             |   |   |              |              |              |              |              |  |
|  | Louk Sorensen    | Louk Sorensen    | Louk Sorensen    | 4           | 0           |  |  |                 |                  |                 |               |               |   |   | 2            | Andreas Beck | Andreas Beck | 64           | 3            |  |
|  | Peter Gojowczyk  | Peter Gojowczyk  | Peter Gojowczyk  | 6           | 7           |  |  |                 |                  |                 | George Bastl  | George Bastl  | 7 | 6 |              |              |              |              |              |  |
|  | Philipp Oswald   | Philipp Oswald   | Philipp Oswald   | 4           | 63          |  |  | Peter Gojowczyk | Peter Gojowczyk  | Peter Gojowczyk | 2             | 65            |   |   |              |              |              |              |              |  |
|  |                  | George Bastl     | George Bastl     | 6           | 6           |  |  | George Bastl    | George Bastl     | George Bastl    | 6             | 7             |   |   |              |              |              |              |              |  |
|  | 5                | Stefan Koubek    | Stefan Koubek    | 3           | 4           |  |  |                 |                  |                 |               |               |   |   |              |              |              |              |              |  |

### Sezione 3
|  | Primo turno             | Primo turno             | Primo turno             | Primo turno | Primo turno |  |  | Secondo turno   | Secondo turno     | Secondo turno   | Secondo turno | Secondo turno |   |   | Ultimo turno | Ultimo turno   | Ultimo turno   | Ultimo turno | Ultimo turno |  |
|  |                         |                         |                         |             |             |  |  |                 |                   |                 |               |               |   |   |              |                |                |              |              |  |
|  |                         | Grigor Dimitrov         | 7                       | 4           | 7           |  |  |                 |                   |                 |               |               |   |   |              |                |                |              |              |  |
|  | 3                       | Jiří Vaněk              | 5                       | 6           | 6           |  |  | Grigor Dimitrov | Grigor Dimitrov   | Grigor Dimitrov | 2             | 2             |   |   |              |                |                |              |              |  |
|  | Julian Reister          | Julian Reister          | Julian Reister          | 6           | 6           |  |  | Julian Reister  | Julian Reister    | Julian Reister  | 6             | 6             |   |   |              |                |                |              |              |  |
|  | Miguel-Angel Lopez Jaen | Miguel-Angel Lopez Jaen | Miguel-Angel Lopez Jaen | 2           | 2           |  |  |                 |                   |                 |               |               |   |   |              | Julian Reister | Julian Reister | 4            | 3            |  |
|  | Jesse Huta Galung       | Jesse Huta Galung       | 6                       | 2           | 7           |  |  |                 |                   | 8               | Lukáš Dlouhý  | Lukáš Dlouhý  | 6 | 6 |              |                |                |              |              |  |
|  | Michał Przysiężny       | Michał Przysiężny       | 4                       | 6           | 68          |  |  |                 | Jesse Huta Galung | 7               | 3             | 3             |   |   |              |                |                |              |              |  |
|  | 8                       | Lukáš Dlouhý            | 6                       | 5           | 7           |  |  | 8               | Lukáš Dlouhý      | 63              | 6             | 6             |   |   |              |                |                |              |              |  |
|  |                         | Jonathan Marray         | 4                       | 7           | 5           |  |  |                 |                   |                 |               |               |   |   |              |                |                |              |              |  |

### Sezione 4
|  | Primo turno        | Primo turno        | Primo turno        | Primo turno | Primo turno |  |  | Secondo turno | Secondo turno      | Secondo turno    | Secondo turno      | Secondo turno      |   |   | Ultimo turno | Ultimo turno    | Ultimo turno    | Ultimo turno | Ultimo turno |  |
|  |                    |                    |                    |             |             |  |  |               |                    |                  |                    |                    |   |   |              |                 |                 |              |              |  |
|  | 4                  | Benjamin Becker    | 6                  | 65          | 6           |  |  |               |                    |                  |                    |                    |   |   |              |                 |                 |              |              |  |
|  |                    | Yannick Thomet     | 4                  | 7           | 1           |  |  | 4             | Benjamin Becker    | Benjamin Becker  | 7                  | 6                  |   |   |              |                 |                 |              |              |  |
|  | Rainer Eitzinger   | Rainer Eitzinger   | 6                  | 2           | 6           |  |  |               | Rainer Eitzinger   | Rainer Eitzinger | 68                 | 4                  |   |   |              |                 |                 |              |              |  |
|  | Ivo Klec           | Ivo Klec           | 1                  | 6           | 4           |  |  |               |                    |                  |                    |                    |   |   | 4            | Benjamin Becker | Benjamin Becker | 6            | 6            |  |
|  | Richard Bloomfield | Richard Bloomfield | Richard Bloomfield | 7           | 6           |  |  |               |                    |                  | Richard Bloomfield | Richard Bloomfield | 4 | 4 |              |                 |                 |              |              |  |
|  | Ivan Dodig         | Ivan Dodig         | Ivan Dodig         | 5           | 1           |  |  |               | Richard Bloomfield | 3                | 6                  | 6                  |   |   |              |                 |                 |              |              |  |
|  | 6                  | Benedikt Dorsch    | Benedikt Dorsch    | 6           | 6           |  |  | 6             | Benedikt Dorsch    | 6                | 3                  | 4                  |   |   |              |                 |                 |              |              |  |
|  |                    | Franco Skugor      | Franco Skugor      | 4           | 3           |  |  |               |                    |                  |                    |                    |   |   |              |                 |                 |              |              |  |